# Charops annulipes
Charops annulipes är en stekelart som beskrevs av William Harris Ashmead 1890. Charops annulipes ingår i släktet Charops och familjen brokparasitsteklar. Inga underarter finns listade i Catalogue of Life.